# Finanční stráž

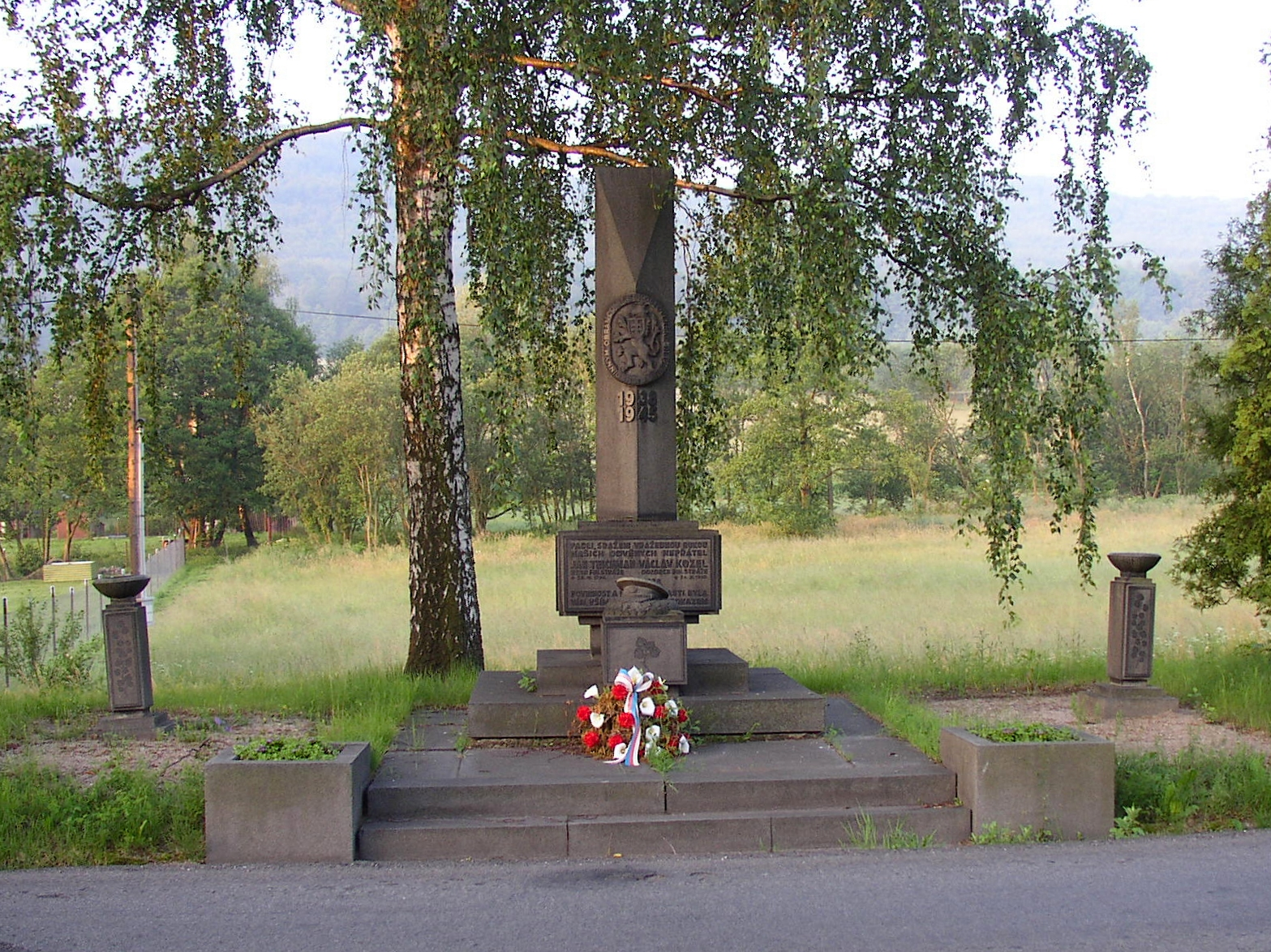
Památník padlých příslušníků finanční stráže, respicienta Jana Teichmanna a dozorce Václava Kozla, v Dolním Podluží

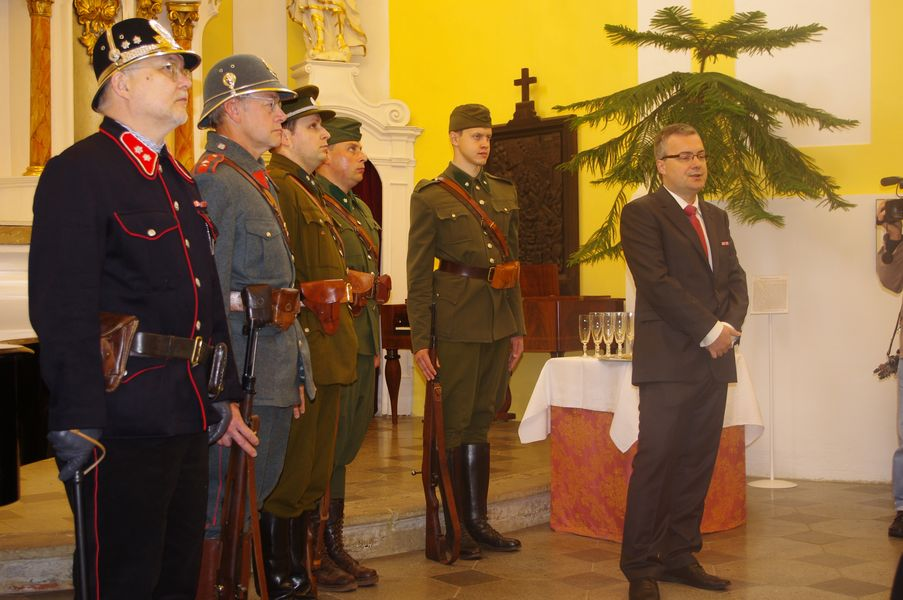
Křest knihy Střípky z dějin finanční stráže v Lužických horách

Finanční stráž vznikla v Habsburské monarchii před polovinou 19. století a vedle střežení hranic a dodržování pořádku měla také čelit nejrůznějším pokusům o krácení daní a další finanční podvody a machinace. Působila jednak na hranicích státu, kde mimo jiné stíhala pašeráky a dále ve vnitrozemí, kde například dohlížela na to aby nedocházelo k prodeji nezdaněného zboží. V období Československé republiky se jednalo o ozbrojený sbor ministerstva financí, který dohlížel pouze na střežení státní hranice.

## Předchůdci finanční stráže
Od poloviny 18. století střežily hranice Habsburské monarchie jednotky nazývané vojenský hraniční kordon. Tyto jednotky byly dvorským dekretem z 10. října 1830 transformovány na nevojenský ozbrojený sbor Pohraniční stráže (německy Grenzwache). Po vzoru vojenských jednotek lehké pěchoty, tzv. polních myslivců byli příslušníci hraniční stráže nazýváni hraničními myslivci (německy Grenzjäger). Jejich hlavními úkoly byla vojenská ochrana hranice a udržování veřejného pořádku. Současně s tím ale měli dohlížet i na dodržování finančních zákonů.
V roce 1835 došlo ke zřízení Důchodkové stráže (německy Gefällenwache). Ta měla prakticky totožné úkoly jako pohraniční stráž, ovšem působila ve vnitrozemí. Právě u této důchodkové stráže začaly být používány zaměstnanecké tituly, následně používané i u finanční stráže (dozorci, naddozorci, respicienti, podinspektoři a inspektoři).

## Vznik finanční stráže
K vytvoření finanční stráže (něm. Finanzwache) došlo sloučením obou výše zmíněných sborů. Stalo se tak císařským rozhodnutím ze dne 22. prosince 1842, které bylo následně potvrzeno a konkretizováno dvorským dekretem z 21. dubna 1843. Z výše napsaného plyne, že finanční stráž působila současně na hranicích i ve vnitrozemí. Kromě dozoru nad finanční oblastí mohla v určitých případech vykonávat i roli pořádkové a vojenské policie, a to tam kde tyto útvary chyběly.

## Náplň práce
Dle služebního předpisu z roku 1907 měla finanční stráž:
- a) odkrývat podloudnictví a jiné přestupky důchodkové
- b) odkrývat nesprávné počínání úřadů a zřízenců
- c) napomáhat výkonným úřadům při jejich úředních výkonech
- d) zabraňovat přístupu do země podezřelým osobám
- e) vojenským zběhům bránit v útěku do ciziny
- f) pomáhat v provádění opatření k ochraně veřejné bezpečnosti
- g) konat šetření a úřední jednání jí úřady uložená
- h) spolupůsobit při vojenské ochraně hranic dle zvláštních předpisů[1]

## Služební předpisy
Hned v roce 1843 vymezil konkrétní způsob práce, organizaci a služební poměry finanční stráže Ustavující a služební předpis (německy Verfassungs- und Dienstvorschrift). Další předpis, konkrétně věnující se použití služební zbraně, byl vydán roku 1853. Následovaly služební předpisy z roku 1869, 1890, 1895 a 1899. Zásadnější úprava služebních poměrů nastala roku 1907, kdy na základě zásad schválených císařským rozhodnutím 17. března 1907 došlo k souborné úpravě organizačních, služebních a platových poměrů finanční stráže, a to novým služebním řádem, který Rakouské ministerstvo financí vydalo výnosem č. 21134 z 19. března 1907, s účinností od 1. dubna 1907. Tento služební řád v zásadě platil až do definitivního zrušení finanční stráže v roce 1949. Po roce 1918 byl pouze upravován.

## Organizace a hodnosti
- základním prvkem finanční stráže byla jednotlivá oddělení finanční stráže
- vždy několik oddělení tvořilo kontrolní okres finanční stráže
- jim nadřízené byly příslušné sekční správy finanční stráže

Hodnosti finanční stráže byly služebním řádem z roku 1907 stanoveny (od nejnižší k nejvyšší) takto:
- dozorce
- naddozorce
- respicient
- vrchní respicient
- komisař finanční stráže II. třídy
- komisař finanční stráže I. třídy
- vrchní komisař finanční stráže II. třídy
- vrchní komisař finanční stráže I. třídy[1]

## Změny v době Habsburského soustátí
Roku 1853 došlo ke zkušební reorganizaci finanční stráže na hranicích s německými státy. Za definitivní byla tato reorganizace uznána roku 1858. V roce 1867 došlo v souvislosti s Rakousko-Uherským vyrovnáním k založení Maďarské královské finanční sráže.

## Po roce 1918
V nově ustavené Československé republice byla dosavadní finanční stráž z dob Rakouska-Uherska opět rozdělena na důchodkovou kontrolu působící ve vnitrozemí a „vlastní“ finanční stráž, působící na hranicích. Stalo se tak zákonem č. 28/1920 Sb. z. a n.
V roce 1936 se někteří příslušníci finanční stráže stali též příslušníky jednotek Stráže obrany státu.
Jako ozbrojený sbor ministerstva financí Československé republiky působila finanční stráž v letech 1918–1940 a 1945–1949. Část příslušníků finanční stráže byla po jejím zrušení roku 1949 začleněna do SNB.
Finanční stráž je dnes mylně označovaná za celníky. Jak celníci, tak finanční strážníci sice patřili do resortu ministerstva financí, šlo však o dva zcela oddělené sbory.

## Historická hodnota
U příležitosti 75. výročí podepsání Mnichovské dohody se uskutečnil v Maštálkově výstavní síni Vlastivědného muzea v České Lípě křest knihy Střípky z dějin finanční stráže v Lužických horách, kde autor Jaroslav Beneš veřejnosti přiblížil obsah publikace a její historický význam. Současně byla zahájena putovní výstava, která přinesla mnoho nových informací a byly k vidění i dobové vojenské stejnokroje.
Výlučně finanční stráží se nezabývá žádné muzeum, ale v expozicích múzeí celnictví je zpravidla zastoupena. Jedná se zejména o Východočeský památník celnictví, nebo Celní muzeum ve Vídni. Existuje rovněž Muzeum Celní správy v Plzni.

## Významné osobnosti
- Respicientem a později komisařem finanční stráže byl Josef Němec, manžel spisovatelky Boženy Němcové